# 제시카 바든
제시카 바든(Jessica Barden, 1992년 7월 12일 ~ )은 채널 4의 드라마 《빌어먹을 세상 따위》의 앨리사로 잘 알려진 잉글랜드의 배우이다. 《페니 드레드풀》에서 조연 저스틴 역을 연기하기도 했다.

## 생애 및 경력
바든은 노스요크셔주 노샐러턴에서 태어나 1992년에 노스요크셔주 웨더비로 이주했다. 그녀는 웨더비 고등학교를 다녔다.
연기 데뷔는 1999년 텔레비전 드라마 《My Parents Are Aliens》의 한 에피소드에서 작은 역할을 맡은 것이였다. 그 이후로 드라마 《노 에인절스》와 《체이스》의 방영분들에 출연했다.
2007년에 그녀가 ITV 연속극 《코로네이션 스트리트》에서 케일리 모튼 역을 연기할 것이라는 게 알려졌다. 그녀는 2007년 3월 18일 일요일에 첫 출연을 했다. 2008년 4월에 케일리와 나머지 모튼 일가가 출연한지 1년 반 만인 2008년 말에 《코로네이션 스트리트》를 떠날 거라고 보도되었다. 바든은 2008년 9월 29일에 마지막 출연을 했다.
2007년에 바든은 냉전 기간 동독으로 이민을 간 영국인 가정을 다룬 코미디 드라마 영화 《레트클리프 부인의 혁명》으로 영화 데뷔를 했다.
2009년에 그녀는 웨스트엔드에 있는 애폴로 극장으로 옮기기 이전, 슬론스퀘어의 로열코트극장에서 열린 매우 극찬을 받은 연극 《예루살렘》에서 페아 역을 연기했다.
2010년에 바든은 스티븐 프리어스가 연출한 동명의 만화책을 각색한 영화 《타마라 드류》에 출연했다. 다음 해에 그녀는 시얼샤 로넌이 출연한 조 라이트의 영화 《한나》에 소피 역을 연기했다. 2012년과 2015년 사이에 도심 공포 영화 《컴다운》에 출연했고, 토니 커런과 함께 미스터리 영화 《인 더 다크 하프》를 찍었고, 마크 스트롱과 테이사 파미가가 출연한 심리 스릴러 영화 《마인드스케이프》에 배역이 있었다.
2014년, 그녀는 미국의 독립 영화 《럴러바이》에 출연했다.
2015년 7월에 바든은 새디 존스의 소설 《디 아웃캐스트》를 각색한 BBC의 2부작 드라마에서 키트 캐리마이클 역을 연기했다. 같은 해에 그녀는 토머스 허디의 《성난 군중으로부터 멀리》 (《타마라 드류》에 영감을 주기도 함)를 각색한 토마스 빈터베르의 《영화》에서 리디 역을 연기했다. 그녀는 그리스 출신 감독 요르고스 란티모스의 부조리 블랙 코미디 영화 《더 랍스터》에 출연했다.
2016년에 바든은 채널4의 텔레비전 영화 《Ellen》에서 주인공 역을, 코미디 영화 《마인드혼》에서 재스민 역을 연기했다.
2017년에 영국의 공포 영화 《Habit》 그리고 앨리사 역을 연기한 채널 4/넷플릭스의 드라마 《빌어먹을 세상 따위》에 출연했다.
2018년에 드라이브 영화 《The New Romantic》에 블레이크 역으로 출연했다.

## 출연 작품

### 영화
| 연도 | 제목                   | 배역             | 비고 |
| ---- | ---------------------- | ---------------- | ---- |
| 2007 | 래트클리프 부인의 혁명 | 메리 래트클리프  |      |
| 2010 | 타마라 드류 Drewe      | 조디 롱          |      |
| 2011 | 한나                   | 소피             |      |
| 2012 | 코미디타운             | 켈리             |      |
| 2012 | 인더 다크 하프         | 메리             |      |
| 2013 | 마인드이스케이프       | 마우시           |      |
| 2014 | 룰러바이               | 머레디스         |      |
| 2015 | 성난 군중으로부터 멀리 | 리디             |      |
| 2015 | 더 랍스터              | 코피 흘리는 여자 |      |
| 2016 | 마인드혼               | 재스민           |      |
| 2017 | Habit                  | 리               |      |
| 2018 | The New Romantic       | 블레이크 콘웨이  |      |

### 텔레비전
| 연도    | 제목                  | 배역          | 비고                                                         |
| ------- | --------------------- | ------------- | ------------------------------------------------------------ |
| 1999    | My Parents Are Aliens | 학교 여학생   | 드라마 (에피소드: "The Date")                                |
| 2005    | 노 에인절스           | 루시          | 드라마 (1편)                                                 |
| 2006    | 체이스                | 에이미        | 드라마 (1편)                                                 |
| 2007-08 | 코로내이션 스트리트   | 케일리 모튼   | 드라마 (72편)                                                |
| 2011    | 코미디 쇼케이스       | 바메이드      | 드라마 (에피소드: "Chickens", pilot for the namesake series) |
| 2012    | 여형사 베라           | 스텔라 매켄   | 드라마 (에피소드: "The Ghost Position")                      |
| 2013    | 커밍 업               | 루비          | 드라마 (에피소드: "Sammy's War")                             |
| 2013    | 치킨스                | 바메이드/페니 | 드라마 (3편)                                                 |
| 2015    | 디 아웃캐스트         | 킷 카마이클   | 드라마 (2편)                                                 |
| 2016    | 머더                  | 제스          | 드라마 (에피소드: "The Big Bang")                            |
| 2016    | 페니 드레풀           | 저스틴        | 드라마 (6편)                                                 |
| 2016    | Ellen                 | 엘렌          | TV 영화                                                      |
| 2017-19 | 빌어먹을 세상 따위    | 앨리사        | 미니시리즈 (주연)                                            |